# 猪名川町公共施設循環バス
猪名川町公共施設循環バス（いながわちょうこうきょうしせつじゅんかんバス）は、兵庫県川辺郡猪名川町で運行しているコミュニティバス。
愛称はふれあいバス。阪急バスに運行委託している。2000年4月1日から運行を開始した。
2013年1月21日に運行内容の大幅な見直しを行っており、2020年5月25日に町民向けデマンド交通のチョイそこいながわの運行開始に伴い一部の系統の短縮や変更が行われた。

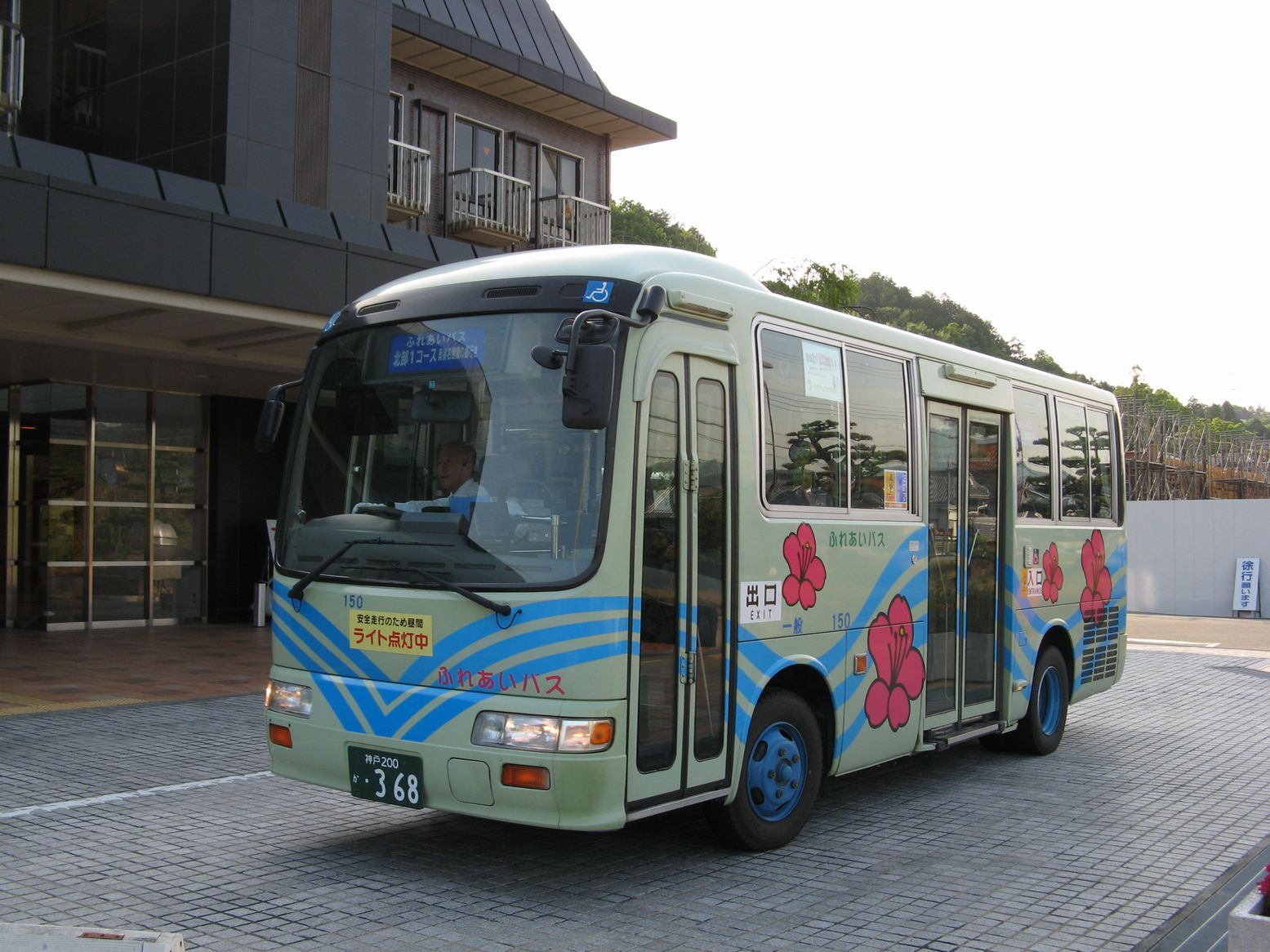
猪名川町役場前にて

## 概要
- 運賃はブロック制で、大人の下限が160円（この間10円刻みでアップ）上限が190円となっており、町内の阪急バスの一般路線より大幅に安くなっている。
- 町内在住で70歳以上の高齢者、未就学児、及び身体障害者等は無料。
- 阪急バスの高齢者向け全線フリー定期券「グランドパス65」、通学定期券「阪急スクールパス」、ICカード乗車券（「hanica」および「PiTaPa」「ICOCA」など全国相互利用対象の交通系ICカード）も利用できる。
- 日曜日及び年末年始は運休する。
- 運行当初からの日野・リエッセのほか、2015年からは三菱・ローザも運用されている。

## 路線
- 2020年5月の路線再編後は、以下の4コースでの運行となっている。詳細は下記外部リンク先を参照のこと。
  - 青コース（杉生 - ゆうあいセンター - イオンモール猪名川 - 日生中央、月水金に運行）
  - 緑コース（日生中央 - イオンモール猪名川 - 銀山公会堂前 - ゆうあいセンター - 槻並仁部上、月水金に運行）
  - 赤コース（杉生 - ゆうあいセンター - イオンモール猪名川 - 日生中央、火木土に運行）
  - 黄コース（日生中央 - ゆうあいセンター - イオンモール猪名川 - 上肝川、火木土に運行）

- 2013年1月から2020年5月までは、奥猪名健康の郷（青コース）、内馬場（緑コース）、柏原（赤コース）、千軒（黄コース）がそれぞれ始発停留所となっていた。
- 2013年1月の大幅見直し前は、北部1コース・北部2コース・南部1コース・南部2コースの4コース体制であった。